# (192158) Christian
(192158) Christian est un astéroïde de la ceinture principale, de la famille de Hungaria.

## Description
(192158) Christian est un astéroïde de la ceinture principale, de la famille de Hungaria. Il présente une orbite caractérisée par un demi-grand axe de 1,90 UA, une excentricité de 0,08 et une inclinaison de 17,5° par rapport à l'écliptique.

## Compléments